# Jag, en svart
Jag, en svart (franska: Moi un noir) är en fransk dramafilm från 1958 i regi av Jean Rouch.

## Utmärkelser
Filmen vann Louis Delluc-priset 1958.

## Rollista i urval
- Oumarou Ganda - Robinson, berättare
- Gambi - Dorothy Lamour
- Petit Touré - Dorothy Lamour
- Alassane Maiga - Tarzan
- Amadou Demba - Elite
- Karidyo Faoudou - Petit Jules
- Seydou Guede - brevbäraren